# 新钢街道
新钢街道，是中华人民共和国江西省新余市渝水区下辖的一个乡镇级行政单位。

## 行政区划
新钢街道下辖以下地区：
苗甫新城社区、公园南村社区、公园北村社区、文化村社区、环山北村社区、铁山社区、环山南村社区、桂花村社区、沁圆村社区、含笑村社区、路东村社区、沿河村社区、幸福村社区、周宇路北社区、周宇路南社区、友谊社区、长康社区、西山岭路东社区、西山岭路西社区、沙汾社区和良山铁矿社区。